# Flughafen Ciudad Victoria

i8
i11
i13
Der Flughafen Ciudad Victoria (spanisch Aeropuerto Internacional de Ciudad Victoria, IATA-Code: CVM, ICAO-Code: MMCV) ist ein internationaler Flughafen bei der Großstadt Ciudad Victoria im Westen des Bundesstaats Tamaulipas im Nordosten Mexikos.

## Lage
Der Flughafen Ciudad Victoria befindet sich ca. 150 km (Luftlinie) westlich der Küste des Golfs von Mexiko bei der im Bergland der Sierra Madre Oriental gelegenen Großstadt Ciudad Victoria und etwa 450 km nordöstlich von Mexiko-Stadt in einer Höhe von ca. 232 m.

## Flugverbindungen
Derzeit werden ausschließlich nationale Flüge nach Mexiko-Stadt abgewickelt.

## Passagierzahlen
In den Jahren 2011 bis 2016 wurden jeweils über 80.000 Passagiere gezählt. Danach erfolgte ein deutlicher Rückgang, der durch die COVID-19-Pandemie noch verstärkt wurde.